# Hilton Nairobi

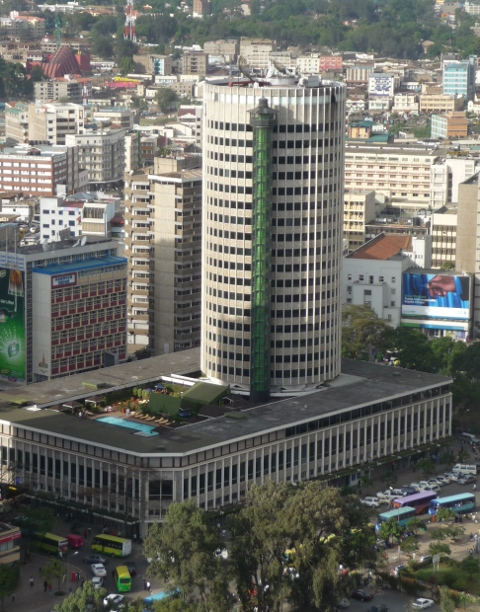
Hilton sett från toppen av Kenyatta International Conference Centre.

Hilton Nairobi är ett hotell i Hiltonkedjan i centrala Nairobi, Kenya. Hotellet byggdes 1969, sex år efter självständigheten, och blev då Nairobis högsta byggnad, 61 meter, och ett känt landmärke.
Hotellet ligger på Mama Ngina street, mitt i det centrala affärsdistriktet.
Hilton Hotel, ett välkänt landmärke i staden i över ett halvt sekel, har meddelat att det kommer att stänga sina dörrar på obestämd tid. Denna stängning i slutet av 2022 kan leda till att ett stort antal anställda förloras och få en inverkan på lyxhotellsektorn i staden.